# Pero jimenezaria
Pero jimenezaria là một loài bướm đêm trong họ Geometridae.